# La Face des eaux
La Face des eaux (titre original : The Face of the Waters) est un roman de science-fiction de Robert Silverberg appartenant au genre Planet opera publié en 1991.

## Publication
La Face des eaux a été publié aux États-Unis en 1991 sous le titre The Face of the Waters et en France en mars 1991 dans la collection Ailleurs et Demain.

## Prix récolté
Pierre Berthon a obtenu en 1992 le Grand prix de l'Imaginaire pour sa traduction.

## Résumé
Cent cinquante ans avant le début de l'intrigue, le Soleil a grillé la Terre. La fraction de l'humanité qui a pu se sauver à temps a essaimé dans la galaxie, où elle a formé sur des centaines de mondes habitables une diaspora largement disséminée. Bien souvent, les humains ont été accueillis par les espèces intelligentes autochtones.
Mais sur Hydros, lorsque les humains en provenance de l'espace ont abordé leurs îles flottantes artificielles, c'est tout juste si les Gillies (ou Habitants) ont toléré les rescapés. Sur certaines d'entre elles, en échange de produits artisanaux et de services, ces mammifères marins humanoïdes intelligents ont cependant laissé un espace vital aux nouveaux arrivants.
Hydros est une planète océan, peuplée de milliers de formes de vie exclusivement aquatiques, dont plusieurs sont intelligentes ou semi-intelligentes. Hydros ne comporte aucune terre émergée connue, à l'exception de la "Face des Eaux", une grande île de terre et de roc, qui pourrait bien n'être qu'une simple légende…
De père en fils, depuis sept générations, les Lawler ont été les médecins de la petite communauté humaine de l'île flottante de Sorve. Cette période empreinte de routine va se terminer lorsque l'armateur Delgard commet l'erreur d'employer une de ces espèces semi-intelligente, les plongeurs. Quatre de ces derniers meurent d'un accident de décompression après avoir été pris dans un filet. Furieux, les Gillies intiment alors aux soixante-huit humains qui se trouvent sur l'île de quitter les lieux dans les trente jours. Contactées par radio, les îles avoisinantes, déjà surpeuplées, n'acceptent chacune qu'un petit contingent de refoulés. Comme les membres de la petite communauté de Sorve refusent d'être séparés, l'armateur Delgard, conscient de sa responsabilité dans ce désastre, les répartis à bord de six de ses voiliers. Tous partent pour un long voyage de huit semaines, en direction de la lointaine île flottante de Grayvard.
Mais Grayvard ne veut pas d'eux non plus et le notifie par radio à l'armateur. Seul dépositaire de cette révélation, Delgard intime alors le silence à ses capitaines et fait changer de cap. À l’insu des passagers, la petite flottille se dirige alors vers le sud, en direction de la mythique Face des Eaux, de l'autre côté de la Mer Vide. En chemin, les navires se heurtent à la Vague. Généré par la conjonction des trois lunes d'Hydros, ce haut et rapide mur liquide déferle en faisant le tour de la planète. Le voilier amiral, la Reine d'Hydros, à bord duquel se trouve Lawler, est seul à en réchapper avec des avaries mineures. En quelques heures, la Vague lui a fait franchir la moitié de la distance qui le séparait encore de la Face des Eaux. À bord, ils ne sont plus que treize survivants, dont seulement trois femmes. Une idylle se noue entre le docteur Lawler et la jolie Sundira, ce qui permet à l'auteur d'écrire quelques passages d'un érotisme dont l'intensité augmente au fil des pages.
Après avoir failli mourir de soif et de faim et rencontré toutes sortes de créatures diversement agressives, les survivants arrivent enfin en vue de la Face des Eaux. Mais si l'île existe bel et bien, elle semble hantée, de puissantes ondes quasi hypnotiques s'en échappent. L'approche du rivage est difficile. Finalement, les humains débarquent l'un après l'autre. Ils réalisent que la Face des Eaux est en fait la matrice originelle de toutes les espèces qui peuplent la planète. Elles sont liées entre elles et forment une seule et même intelligence collective. Les humains ressortent transformés de ce contact. Ils ont conservé leur individualité, mais leurs tensions sont apaisées, leur esprit différent. Ils se retrouvent en quelque sorte assimilés par la biosphère d'Hydros, qui jusqu'à ce jour les avait traités comme des parasites tout juste tolérés. L'équipage comprend que toutes les difficultés qu'ils ont rencontrées en route étaient des manifestations de cette intelligence collective, et que c'est elle qui avait tenté de les empêcher de rejoindre l'île. Le docteur Lawler résiste plus longtemps que les autres, mais finit par succomber lui aussi à la fascination de l'île. 
L'histoire se termine quand les onze survivants repartent vers l'île flottante de Grayvard, assurés que leur long voyage de retour sera paisible et que les Gillies les accueilleront favorablement.

## Quelques éléments-clés du scénario et du récit

### Œuvres similaires
Par son thème et son environnement, cette histoire présente des points communs avec Un monde d'azur, de Jack Vance paru en 1966. Dans l'œuvre de Vance, les humains descendent tous de bagnards, l'astronef qui les transportait étant resté bloqué sur cette planète océan à la suite d'une avarie. Sur Hydros, les convicts n'ont représenté qu'une fraction des premiers arrivants, les autres étant tous volontaires. Comme l'absence de terre émergée interdit la construction d'un spatioport, les humains qui y résident sont donc prisonniers et exilés à vie sur la planète. Ce dont certains s'accommodent, d'autres moins… Outre Un monde d'azur, ce concept de convicts envoyés sur une planète-bagne a été plusieurs fois repris dans des romans de science-fiction, et notamment dans :
- The Status Civilization, 1960, de Robert Sheckley (Oméga, Pocket, 1977, trad. F. Straschitz), a pour décor la planète-bagne Oméga, où les valeurs morales sont inversées (ainsi, le crime y est récompensé et les malfrats les plus impitoyables en constituent la classe dirigeante).
- A planet named Shayol, 1961, de Cordwainer Smith  (trad. M. Demuth, La planète Shayol, Galaxie 2e série n° 12, OPTA, avril 1965) , nouvelle du cycle Les Seigneurs de l'instrumentalité. Sur Shayol, planète pénitentiaire, les détenus sont exposés à une forme de vie parasite, les dromozoaires, qui déclenchent – dans une souffrance terrible – la croissance de nombreux membres ou organes surnuméraires sur leur corps (lesquels membres ou organes sont ensuite prélevés pour des transplantations).
- Demon Princes (La Geste des Princes-Démons) de Jack Vance où, dans un lointain futur, la lugubre planète Boniface sert de bagne à sa voisine la planète Aloysius (mentionné sans plus dans le cinquième tome du cycle, The book of dreams, 1981 – trad. A. Rosenblum, Le Livre des rêves, Pocket, 1982).

### Déroulement du récit et personnages
Le lent déroulement du récit est ponctué de scènes d'action, généralement provoquées par l'intervention de créatures marines qui mettent en danger la vie des protagonistes. Les nombreux dialogues à caractère psychologique et philosophique que le personnage principal, le docteur Lawler, tient avec les autres rescapés, éclairent le lecteur sur la personnalité, les buts, les passions, les doutes et les ambitions de ces derniers.

### Faune et flore
Silverberg va très loin dans la description des multiples habitants d'Hydros. Du poisson-pilon à la plate-forme marine vivante en passant par les poissons-taupes volants et un prédateur camouflé en filet de pêche, son imagination semble sans limites. Ses plantes et créatures restent toujours vraisemblables, tandis que leurs caractéristiques et mêmes leur biologie sont bien souvent expliquées par l'auteur.

### La Face des eaux
Alors que par ailleurs il abonde en détails, l'auteur ne donne aucune explication quant à la nature exacte de la force qui habite la Face des Eaux, qu'il présente initialement comme une île mythique, à l'existence incertaine. Il nous en montre seulement les manifestations extérieures, et lorsque le dernier voilier de la flottille l'aborde enfin, l'impact sur les humains qui sortent transformés du contact avec cette entité. 

### Impossibilité d'établir un astroport sur Hydros par défaut de terre émergée
Dans d'autres récits, cette limitation arbitraire a été contournée. Par exemple, dans le troisième tome de série de bande dessinée Les Mondes d'Aldébaran de Leo, un astronef en provenance de la Terre se met en orbite, puis envoie vers la planète un hybride de navette et d'hydravion, qui amerrit directement à la surface de l'océan et en repart.

### Le magnétron
Pour échapper à la Vague, les voiliers de Dalgard sont équipés d'un rarissime Magnétron (qui n'a pas grand-chose à voir avec la technologie utilisée dans nos radars et fours à micro-ondes actuels). Lorsqu'une Vague approche, il suffit à l'équipage d'actionner ce dispositif, pour que le bateau s'élève temporairement de quelques mètres en prenant appui sur le cœur de fer d'Hydros. Il passe ainsi au-dessus de la crête de la déferlante.

### La Vague
La Vague est une déferlante monstrueuse, qui engloutit 4 des 5 voiliers rescapés. Elle est créée par la conjonction exceptionnelle des forces gravitationnelles des trois petites lunes d'Hydros. Sur Terre, les grandes marées d'équinoxe, générées par l’attraction combinée du Soleil et de la Lune, créent seulement des bourrelets liquides, qui font simplement le tour de la planète sans produire de déferlantes. 

## Analyse du contexte astrophysique

### Caractéristiques d'Hydros
L'auteur nous apprend sans plus que c'est une planète océan de diamètre supérieur à la Terre. Il ne souffle mot ni de sa gravité, ni de la durée de sa révolution. Il ne spécifie pas davantage le type d'étoile autour de laquelle elle gravite. De l'océan qui la recouvre, on sait seulement qu'à certains endroits il est peu profond, et qu'il est divisé en mers présentant des caractéristiques différentes. Étant donné la tournure du roman, qui est essentiellement basé sur les relations interpersonnelles entre humains ainsi que sur la découverte de l'étonnante faune et flore marine de la planète, ces lacunes sont sans importance.  

### Aurore et Hydros - un système planétaire double
Sans nous donner davantage de détails, l'auteur explique qu'Aurore et Hydros, deux planètes habitées de masse similaire, distantes de 10 millions de kilomètres, gravitent l'une autour de l'autre sur la même orbite. C'est comme si la Terre et Vénus (dont les masses sont comparables), étaient plus proches qu'elles ne le sont en réalité, et tournaient de concert autour du Soleil. D'autres auteurs ont également imaginé des planètes habitables atypiques : Avatar de James Cameron nous transporte sur Pandora, lune d'une géante gazeuse similaire à Saturne ou Jupiter. Un concept similaire a été développé dans une simulation présentée par National Geographic : la Lune bleue. Dans la trilogie d'Helliconia, Brian Aldiss nous décrit une planète de type terrestre dont les saisons fortement contrastées durent plusieurs siècles, car le soleil autour de laquelle elle orbite tourne lui-même en une immense ellipse excentrique autour d'une étoile très chaude, dont le système se rapproche et s'éloigne alternativement.

### L'être humain vivra-t-il d'autres planètes?
L'action du roman se passe dans un futur éloigné, où l'être humain a essaimé sur plusieurs autres planètes de la Galaxie. Le lecteur intéressé par ce processus actuellement hypothétique, trouvera de nombreuses informations via les deux liens suivants : colonisation de l'espace et colonisation de l'espace en fiction.